# Giuliano da Sangallo

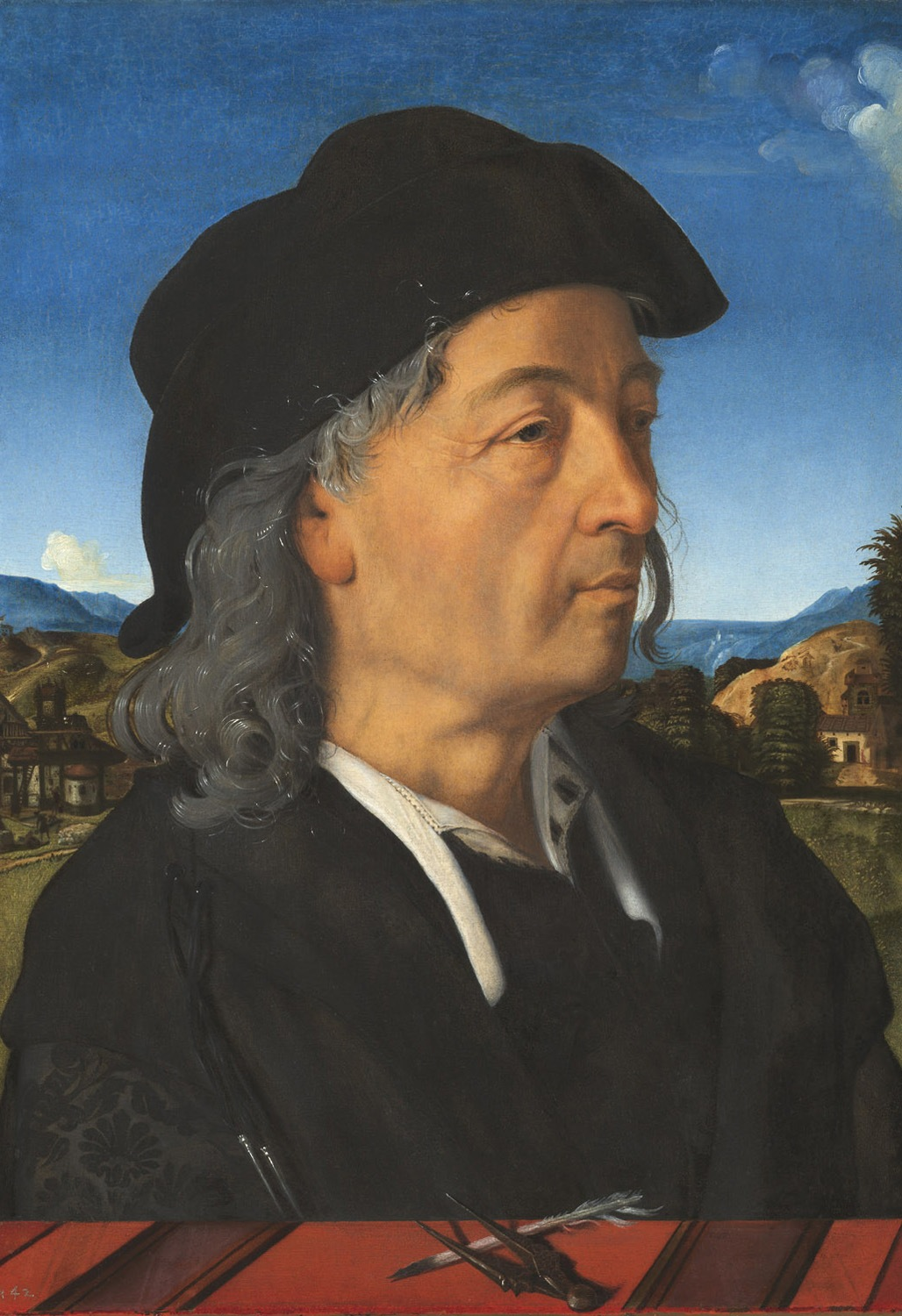
Giuliano da Sangallo, Portret van Piero di Cosimo

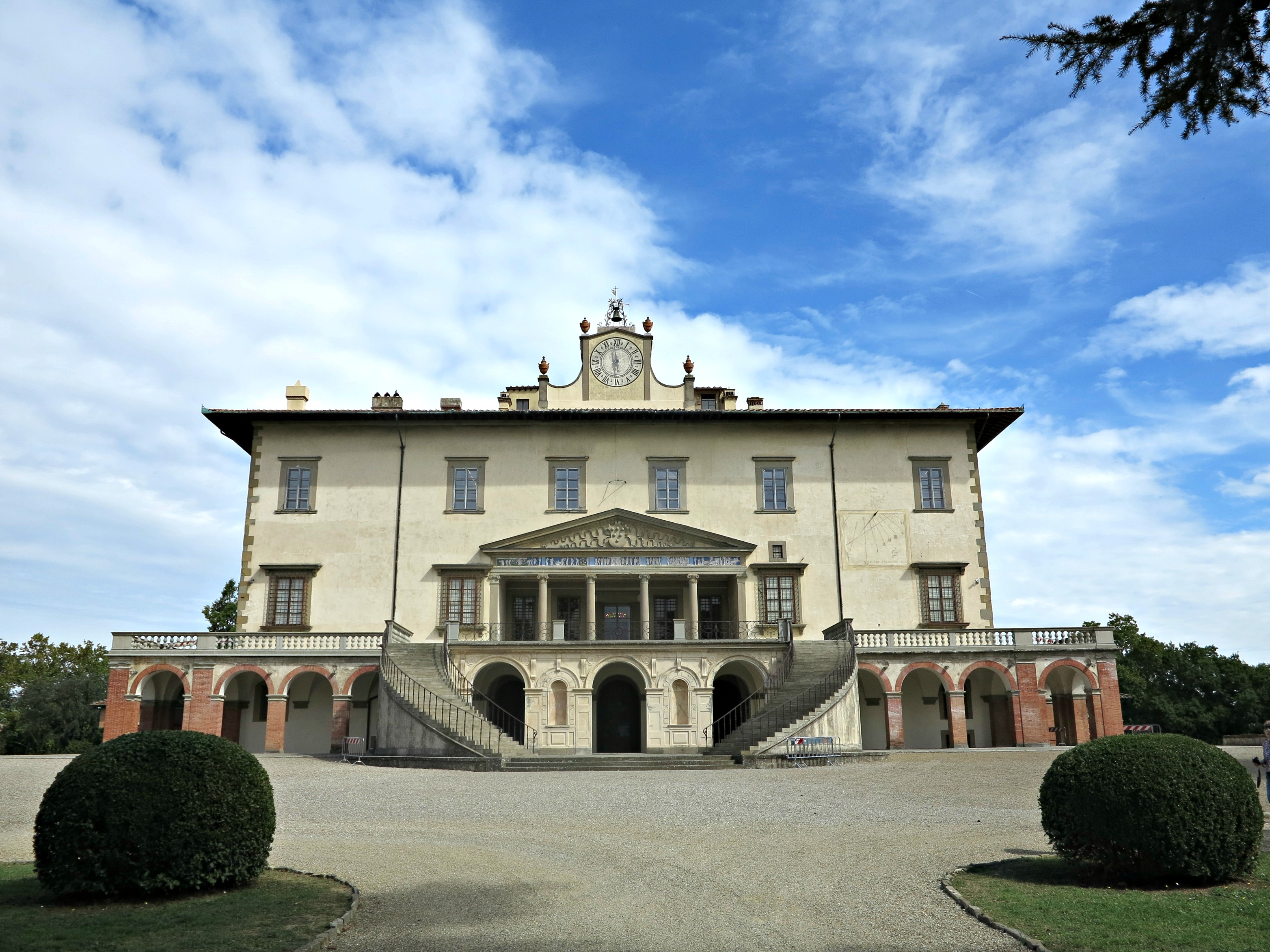
Villa Medici

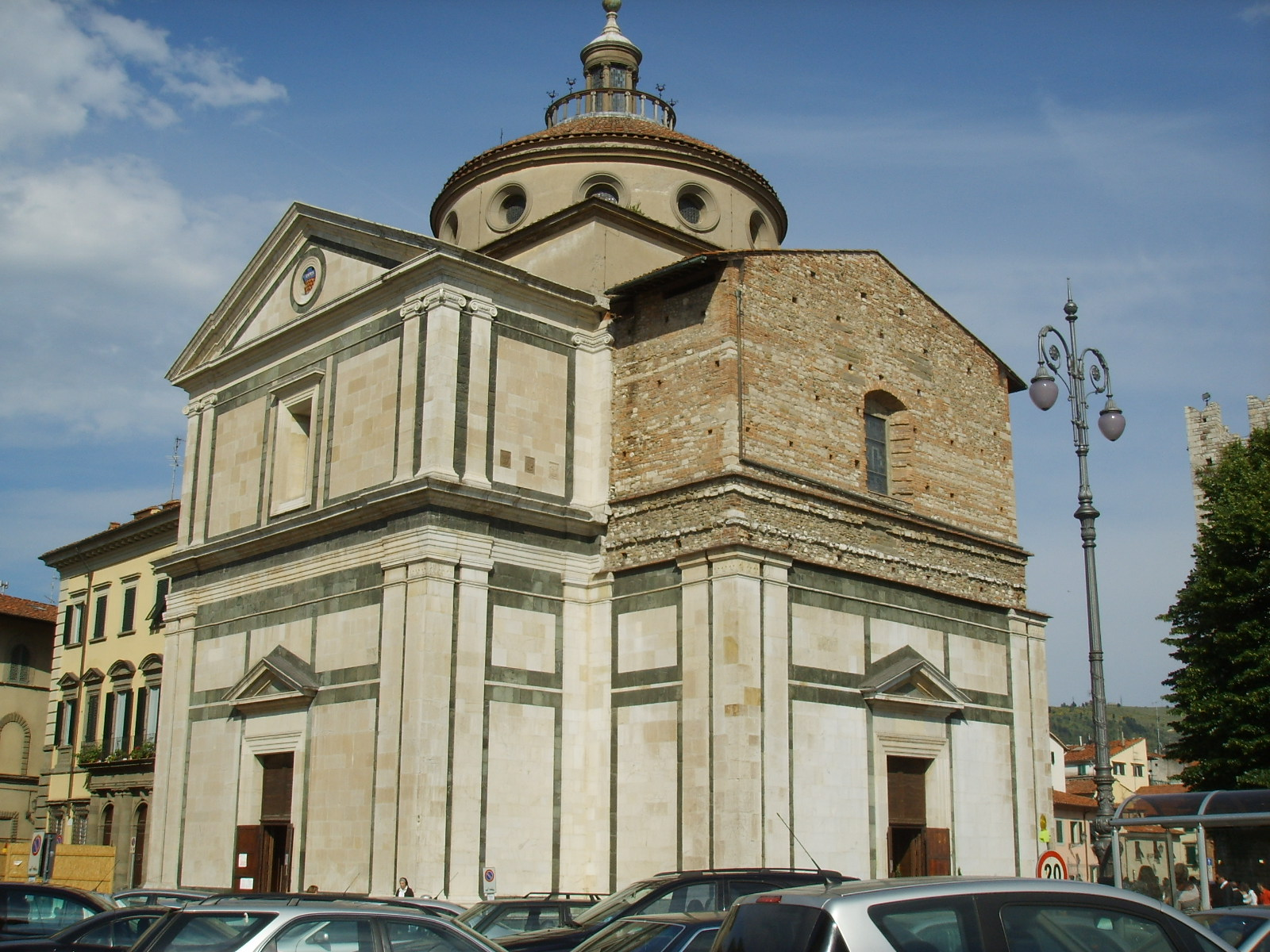
Santa Maria delle Carceri

Giuliano da Sangallo, eigenlijke naam Giuliano Giamberti (Florence, ca. 1445 – Florence, 1516) was een Italiaans beeldhouwer, architect en militair ingenieur uit de periode van de Renaissance.

## Biografie
Giuliano’s vader was Francesco Giamberti, een houtbewerker en architect, die voornamelijk in dienst was van Cosimo de' Medici de Oude. Net als zijn vader trad Giuliano tijdens zijn vroege carrière in dienst van de Medici, die hem verschillende opdrachten verstrekten. Voor Lorenzo I de' Medici bouwde hij een paleis in Poggio a Caiano, de Villa Medici, en werd hem de opbouw van versterkingen rondom Florence en Castellana toevertrouwd. 
Aan de bouw van een Augustijner klooster buiten de Florentijnse stadspoort San Gallo dankte de architect zijn naam “da Sangallo”. Dit klooster zou tijdens het beleg van Florence in 1530 verwoest worden.
Tot een van de hoogtepunten van Giuliano’s carrière behoort de bouw van de koepel van de Santa Maria delle Carceri te Prato (1485-1491). Deze geldt als het eerste voorbeeld van koepelbouw over een kerk, gebouwd in de vorm van een Grieks kruis.
Voor kardinaal Giuliano della Rovere, de latere paus Julius II, bouwde hij een paleis bij de San Pietro in Vincoli, bracht hij verbeteringen aan aan het fort in Ostia, en legde versterkingen aan rond de Engelenburcht.
Na de dood van Lorenzo de’ Medici bezocht Giuliano Loreto, waar hij onder meer meewerkte aan de bouw van de koepel van de Basiliek van het Heilig Huis. Hierop volgde al snel een uitnodiging van paus Alexander VI, die hem de opdracht gaf het plafond van de Santa Maria Maggiore te realiseren.
Voor de bouw van de Sint-Pietersbasiliek werd Giuliano da Sangallo door paus Julius II gepasseerd, waarop de architect besloot terug te keren naar Florence. Al snel daarop werd hij echter door de paus naar Rome teruggeroepen om te assisteren, in zijn rol als militair ingenieur,  bij de oorlog van Julius II tegen Bologna.
Na de dood van Julius II en Donato Bramante werd Giuliano voor een periode van 18 maanden in 1514-1515 samen met Rafaël Santi aangesteld als architect voor de Sint-Pieter. Mede door zijn hoge leeftijd en zwakke gezondheid werd Giuliano gedwongen zich terug te trekken.
Giuliano overleed te Florence in 1516.

## Enkele werken
- Villa Medici bij Poggio a Caiano
- Santa Maria delle Carceri, Prato
- Palazzo Gondi, Florence
- Tombe voor Francesco Sassetti in de Santa Trinita te Florence
- Palazzo della Rovere in Savona

## Bron
- (en) Lijst van werken van da Sangallo
- (en) Giuliano da Sangallo

- Biblioteca Nacional de España: XX4833550
- Bibliothèque nationale de France: cb12068166t (data)
- Catàleg d'autoritats de noms i títols de Catalunya: 981058521158006706
- Stuttgart Database of Scientific Illustrators 1450–1950: 12136
- Gemeinsame Normdatei: 118799770
- International Standard Name Identifier: 0000 0001 1642 9774
- Library of Congress Control Number: n81147607
- Nationale Bibliotheek van Tsjechië: xx0150157
- Nationale Bibliotheek van Israël: 987007432974305171
- Nederlandse Thesaurus van Auteursnamen: 069863172
- RKD-Nederlands Instituut voor Kunstgeschiedenis: 69634
- Istituto Centrale per il Catalogo Unico: CFIV036778
- Système universitaire de documentation: 028952626
- Union List of Artist Names: 500023184
- Virtual International Authority File: 52485809
- WorldCat: E39PBJpdQymB79hkyWD9xbPCwC